# آي آر سي إكس
آي آر سي إكس (بالإنجليزية: Internet Relay Chat eXtensions)‏ أو اختصارا IRCX, هي إضافة لشبكة الآي آر سي طورقت من قبل شركة مايكروسوفت.
هذه الإضافة تحسن من قدرات خادوم الآي آر سي وتضيف له مزايا كثيرة كإمكانية أن يجد المستخدم قنوات بلغته ويضيف رتب إضافة إلى القنوات.
تم دعم هذه الإضافة من قبل مايكروسوفت إكسشانج بدلا عن البروتوكول القديم مايكروسوفت تشات, وهذا الإصدار الجديد أصبح متاحا في إكسشانج لعام 2000.